# Championnat nordique de football
Le Championnat nordique de football (danois : Nordisk Mesterskab, norvégien : Nordisk Mesterskap, suédois : Nordiska Mästerskapet) est une ancienne compétition internationale de football opposant les équipes nationales des pays nordiques. Lors du premier tournoi ayant lieu entre 1924 et 1928, seuls le Danemark, la Norvège et la Suède sont présents, mais la Finlande se joint à la seconde édition, tandis que pour la dernière édition jouée en 2000-2001, deux nations se joignent au championnat : l'Islande et les Îles Féroé.

## Histoire
Le tournoi est créé à l'initiative des Danois pour remplacer un contrat, expiré en 1919, entre les fédérations danoise (DBU), norvégienne (NFF) et suédoise (SvFF) stipulant que les équipes de ces trois fédérations doivent s'affronter deux fois par an. Néanmoins, le tournoi commence seulement quatre ans après, lors du trente-cinquième anniversaire de la DBU qui organise le championnat. Celui-ci consiste en une poule unique où chaque équipe rencontre l'autre cinq fois. La DBU crée aussi le trophée, un trophée remporté par les Danois en 1928.
La seconde édition est organisée par la SvFF qui célèbre son vingt-cinquième anniversaire, et cette fois-ci la Fédération de Finlande de football (SPF) est invitée. Il est aussi décidé de jouer le championnat sur quatre ans, chaque équipe jouant douze matchs, quatre contre chaque équipe, deux à domicile et deux à l'extérieur. La Norvège remporte le titre de champion, mais les neuf éditions suivantes, de 1933 à 1977, sont totalement dominées par la Suède qui les remporte toutes. La quatrième édition est interrompue par la Seconde Guerre mondiale, et a donc duré dix ans, de 1937 à 1947.
Le championnat gagne en popularité après la guerre et les matchs deviennent importants pour les équipes nordiques en préparation pour les compétitions majeures que sont la Coupe du monde et les Jeux olympiques. Mais le tournoi perd de son importance dans les années 1970, notamment à cause de l'augmentation du nombre de matchs internationaux. De fait, les trois éditions jouées dans les années 1970 et 1980 varient en longueur et en format. Le dernier match de l'édition 1981-1983, entre la Suède et la Norvège, n'est jamais joué, le Danemark étant assuré du titre.
Une dernière édition est jouée en 2000-2001, avec l'apparition des équipes d'Islande et des Îles Féroé. La plupart des matchs sont joués dans un centre d'entraînement de La Manga en Espagne, et le reste est joué à domicile, quelquefois en salle. Un match, entre la Norvège et les Îles Féroé, n'est jamais joué.

## Palmarès
| Édition     | Champion | Vice-champion | Troisième | Quatrième | Cinquième | Sixième    |
| ----------- | -------- | ------------- | --------- | --------- | --------- | ---------- |
| 1924 – 1928 | Danemark | Suède         | Norvège   |           |           |            |
| 1929 – 1932 | Norvège  | Suède         | Danemark  | Finlande  |           |            |
| 1933 – 1936 | Suède    | Danemark      | Norvège   | Finlande  |           |            |
| 1937 – 1947 | Suède    | Danemark      | Norvège   | Finlande  |           |            |
| 1948 – 1951 | Suède    | Danemark      | Norvège   | Finlande  |           |            |
| 1952 – 1955 | Suède    | Norvège       | Danemark  | Finlande  |           |            |
| 1956 – 1959 | Suède    | Norvège       | Danemark  | Finlande  |           |            |
| 1960 – 1963 | Suède    | Danemark      | Norvège   | Finlande  |           |            |
| 1964 – 1967 | Suède    | Danemark      | Finlande  | Norvège   |           |            |
| 1968 – 1971 | Suède    | Danemark      | Norvège   | Finlande  |           |            |
| 1972 – 1977 | Suède    | Danemark      | Norvège   | Finlande  |           |            |
| 1978 – 1980 | Danemark | Suède         | Norvège   | Finlande  |           |            |
| 1981 – 1983 | Danemark | Suède         | Norvège   | Finlande  |           |            |
| 2000 – 2001 | Finlande | Islande       | Danemark  | Norvège   | Suède     | Îles Féroé |